# Wu Di (Tennisspieler)
Wu Di (chinesisch 吴迪, Pinyin Wú Dí; * 14. September 1991 in Wuhan) ist ein chinesischer Tennisspieler.

## Karriere
Wu Di spielt hauptsächlich auf der ATP Challenger Tour, versuchte sich aber immer wieder einmal auf der ATP World Tour. Für die chinesische Davis-Cup-Mannschaft feierte er bereits neun Siege. Sein erstes Spiel auf der World Tour bestritt er beim Shanghai Rolex Masters 2010, wo er mittels einer Wildcard im Hauptfeld des Turniers stand. In der ersten Runde traf er auf Lu Yen-hsun und verlor das Spiel deutlich mit 1:6 und 4:6. An der Seite seiner Landsfrau Li Na trat er beim Hopman Cup 2012 im australischen Perth an, wo er alle drei Vorrundenspiele verlor und das Team in der Vorrunde ausschied. Seine erste Teilnahme an einem Grand-Slam-Turnier war 2013 bei den Australian Open, als er eine weitere Wildcard erhielt, jedoch seine Erstrundenpartie gegen Ivan Dodig verlor. Auch 2014 startete er mit einer Wildcard im Hauptfeld, ehe ihm 2016, ebenfalls bei den Australian Open, erstmals die Qualifikation für das Hauptfeld gelang. Im Anschluss an das Grand-Slam-Turnier gewann er die Einzelkonkurrenz des Challenger-Turniers in Maui. Er ist damit der erste Chinese, der einen Einzeltitel auf der Challenger Tour gewann.

## Erfolge
| Legende (Anzahl der Siege)  |
| Grand Slam                  |
| ATP World Tour Finals       |
| ATP World Tour Masters 1000 |
| ATP World Tour 500          |
| ATP World Tour 250          |
| ATP Challenger Tour (4)     |

### Einzel

#### Turniersiege
| Nr. | Datum           | Turnier | Belag     | Finalgegner | Ergebnis      |
| --- | --------------- | ------- | --------- | ----------- | ------------- |
| 1.  | 31. Januar 2016 | Maui    | Hartplatz | Kyle Edmund | 4:6, 6:3, 6:4 |

### Doppel

#### Turniersiege
| Nr. | Datum              | Turnier  | Belag     | Partner       | Finalgegner                        | Ergebnis  |
| --- | ------------------ | -------- | --------- | ------------- | ---------------------------------- | --------- |
| 1.  | 2. Mai 2015        | Anning   | Sand      | Bai Yan       | Karunuday Singh Andrew Whittington | 6:3, 6:4  |
| 2.  | 13. September 2015 | Shanghai | Hartplatz | Yi Chu-huan   | Thomas Fabbiano Luca Vanni         | 6:3, 7:5  |
| 3.  | 17. September 2016 | Nanchang | Hartplatz | Zhang Zhizhen | Nicolás Barrientos Ruben Gonzales  | 7:64, 6:3 |